# Кантровці
45°27′ пн. ш. 17°35′ сх. д. / 45.45° пн. ш. 17.59° сх. д.
Кантровці (хорв. Kantrovci) — населений пункт у Хорватії, у Пожезько-Славонській жупанії у складі громади Велика.

## Населення
Населення за даними перепису 2011 року становило 34 осіб.
Динаміка чисельності населення поселення:

## Клімат
Середня річна температура становить 10,73 °C, середня максимальна – 24,55 °C, а середня мінімальна – -5,48 °C. Середня річна кількість опадів – 860 мм.
| Клімат поселення                              | Клімат поселення | Клімат поселення | Клімат поселення | Клімат поселення | Клімат поселення | Клімат поселення | Клімат поселення | Клімат поселення | Клімат поселення | Клімат поселення | Клімат поселення | Клімат поселення | Клімат поселення |
| Показник                                      | Січ.             | Лют.             | Бер.             | Квіт.            | Трав.            | Черв.            | Лип.             | Серп.            | Вер.             | Жовт.            | Лист.            | Груд.            |                  |
| Середній максимум, °C                         | 6,38             | 7,92             | 12,35            | 16,42            | 21,45            | 24,55            | 24,28            | 23,87            | 19,78            | 14,74            | 9,15             | 5,09             |                  |
| Середня температура, °C                       | 0,46             | 1,99             | 6,42             | 10,48            | 15,51            | 18,63            | 20,67            | 20,28            | 16,16            | 11,14            | 5,55             | 1,48             |                  |
| Середній мінімум, °C                          | −5,48            | −3,94            | 0,48             | 4,54             | 9,59             | 12,69            | 17,08            | 16,69            | 12,56            | 7,54             | 1,96             | −2,12            |                  |
| Норма опадів, мм                              | 53               | 49               | 55               | 70               | 81               | 102              | 80               | 81               | 67               | 74               | 82               | 66               |                  |
| Середньомісячна швидкість вітру, м/с          | 2.08             | 2.34             | 2.62             | 2.53             | 2.27             | 2.06             | 2.02             | 1.88             | 1.92             | 1.99             | 2.08             | 2.14             |                  |
| Середньомісячна сонячна радіація, кДж/м²·день | 4339             | 7070             | 10876            | 15184            | 19204            | 21251            | 22039            | 19733            | 14771            | 9216             | 4943             | 3630             |                  |
| --------------------------------------------- | ---------------- | ---------------- | ---------------- | ---------------- | ---------------- | ---------------- | ---------------- | ---------------- | ---------------- | ---------------- | ---------------- | ---------------- | ---------------- |
| Джерело:                                      |                  |                  |                  |                  |                  |                  |                  |                  |                  |                  |                  |                  |                  |